# 田安門
田安門（たやすもん）は、東京都千代田区北の丸公園内にある、旧江戸城の門。北面する高麗門と西側に矩折りに位置する櫓門からなる桝形門である。1961年（昭和36年）に「旧江戸城田安門」として国の重要文化財（建造物）に指定されている。

## 概要
田安門は、創建年代は明らかではないが、高麗門の扉の釣金具に残された刻銘から、1636年（寛永13年）に建てられたものと考えられている。古くは田安門の辺りは、「田安口」、「飯田口」と呼ばれ、上州方面へ通じる道があったといわれている。門を潜り進むと北の丸公園があり、当時、田安門から南にわたる西側一帯は田安家（田安徳川家）が、東側一帯は清水家（清水徳川家）が、それぞれ所有していた。江戸城造営後は、「北の丸」と称して、代官屋敷や大奥に仕えた女性の隠遁所となった。千姫や春日局、徳川家康の側室で水戸頼房の准母英勝院の屋敷などがあった。現在は、北の丸公園の出入口となっており、常時出入りができる。「江戸城跡」は国の特別史跡に指定されている。また、江戸城の門としては他に外桜田門と清水門が重要文化財（建造物）に指定されている。
門名の由来
現在の門内の辺りは、当初、田安台といわれていた百姓用地で、そこに田安大明神（現・築土神社）があったことから名付けられた。

## 沿革
- 1457年（長禄元年） - 太田道灌によって江戸城が創られた
- 1590年（天正18年） - 徳川家康の居城となる
- 1592年（文禄元年） - 江戸城の大規模な改修が行われた
- 1607年（慶長12年） - 天守閣が建てられる
- 1636年（寛永13年） - 田安門が太田道灌時代に建てられた、総構が完成し、大城郭としての形がととのえられた
- 1657年（明暦3年） - 江戸城が大火に見舞われたが、城郭の規模は幕末まで維持された
- 1730年（享保15年） - 八代将軍吉宗は、次男・宗武を家祖として田安家を興し、宗武の男・松平定信はここで生まれた[4]
- 1963年（昭和38年） - 田安門の解体修理が行われた[3]

## 重要文化財（建造物）
- 旧江戸城田安門 2棟 - 1961年（昭和36年）6月7日指定。時代:江戸前期、種別:城郭、所有者:国(文部科学省)。江戸城遺構のうち、宮内庁所管以外のもの（田安門、清水門、外桜田門）が重要文化財に指定されている。
  - 田安門（たやすもん）

1636年（寛永13年）建築、高麗門、本瓦葺
髙麗門と櫓門からなる桝形を形づくっている[5]。
  - 櫓門（やぐらもん）

1636年頃（寛永13年頃）建築、脇戸付櫓門、入母屋造、本瓦葺
櫓門の上部は復元による[6]。

## 交通
- 都営地下鉄新宿線 - 九段下駅より徒歩3分
- 東京メトロ半蔵門線、東京メトロ東西線 - 九段下駅より徒歩3分

## ギャラリー
- 田安門（櫓門）（2009年7月撮影）
- 田安門（櫓門）（2009年7月撮影）
- 田安門（2009年7月撮影）
- 田安門と桜（2009年3月撮影）
- 田安門と桜（2009年3月撮影）
- 田安門（櫓門）と桜（2009年3月撮影）

## 関連文献
- 国史大辞典 『田安家（たやすけ） 徳川氏 (国史大辞典) 』」「田安家（たやすけ）三卿の一つ。八代将軍徳川吉宗の次男宗武を祖とし、江戸城田安門内の屋形に居住し」
- 日本建築学会論文報告集、文化財保護委員会『開智小学校本館の移築・旧江戸城田安門の櫓の復旧等』文化財保護委員会、1962年9月
- 文化財保護委員会『重要文化財旧江戸城田安門・同清水門修理工事報告書』文化財保護委員会、1976年
- 文化庁『国宝・重要文化財(建造物)実測図集』文化庁、1978年3月
- 『日本の文化遺産 写真資料』日本図書センター、2008年10月